# James Harkness
James Harkness (* 1864 in Derby (Derbyshire), England; † Dezember 1923) war ein kanadischer Mathematiker.

## Leben und Wirken
Harkness besuchte das Trinity College in Cambridge und ging dann in die USA. Er war 1888 bis 1903 am Bryn Mawr College, ab 1896 als Mathematikprofessor. Ab 1903 war er Professor für Reine Mathematik an der McGill University in Montreal.
Er war Mitglied der London Mathematical Society, der Royal Society of Canada (ab 1908) und der American Mathematical Society, deren Vizepräsident er zeitweise war und deren Transactions er mit herausgab.
Harkness beschäftigte sich mit Funktionentheorie, schrieb darüber zwei Lehrbücher mit Frank Morley (ein Mathematikprofessor am nahe Bryn Mawr gelegenen Haverford College, der auch in Cambridge studiert hatte) und arbeitete mit Robert Fricke und Wilhelm Wirtinger am Artikel Elliptische Funktionen der Enzyklopädie der mathematischen Wissenschaften.

## Schriften
- mit Frank Morley A treatise on the theory of functions, New York, MacMillan 1893
- mit Frank Morley Introduction to the theory of analytic functions, 1898